# جولیو باسلتا
جولیو باسلتا (ایتالیایی: Giulio Basletta; ۵ مهٔ ۱۸۹۰ – ۵ فوریهٔ ۱۹۷۵) شمشیرباز اهل ایتالیا بود.
وی در مسابقات کشوری و بین‌المللی در مجموع برندهٔ ۱ مدال طلا، ۱ مدال برنز شده‌است.